# Arrondissement Châteaubriant
Arrondissement Châteaubriant je francouzský arrondissement ležící v departementu Loire-Atlantique v regionu Pays de la Loire. Člení se dále na 10 kantonů a 53 obcí.

## Kantony
- Blain
- Châteaubriant
- Derval
- Guémené-Penfao
- Moisdon-la-Rivière
- Nort-sur-Erdre
- Nozay
- Rougé
- Saint-Julien-de-Vouvantes
- Saint-Nicolas-de-Redon